# Thijmen Kupers
Thijmen Kupers (ur. 4 października 1991) – holenderski lekkoatleta specjalizujący się w biegu na 800 metrów. 
Półfinalista mistrzostw Europy na stadionie (2012) i w hali (2013). W 2013 zajął 6. miejsce podczas młodzieżowych mistrzostw Europy w Tampere. Piąty zawodnik halowych mistrzostw świata w Sopocie (2014). Piąty zawodnik halowych mistrzostw Europy w Belgradzie (2017).
Złoty medalista mistrzostw Holandii oraz reprezentant kraju na drużynowych mistrzostwach Europy.
Rekordy życiowe: stadion – 1:44,99 (11 czerwca 2017, Hengelo); hala – 1:46,21 (28 lutego 2016, Apeldoorn).

## Osiągnięcia
| Rok  | Impreza                                 | Miejsce   | Pozycja    | Wynik   |
| ---- | --------------------------------------- | --------- | ---------- | ------- |
| 2012 | Mistrzostwa Europy                      | Helsinki  | półfinał   | 1:50,37 |
| 2013 | Halowe mistrzostwa Europy               | Göteborg  | półfinał   | 1:50,29 |
| 2013 | I liga drużynowych mistrzostw Europy    | Dublin    | 5. miejsce | 1:51,81 |
| 2013 | Młodzieżowe mistrzostwa Europy          | Tampere   | 6. miejsce | 1:47,15 |
| 2014 | Halowe mistrzostwa świata               | Sopot     | 5. miejsce | 1:47,74 |
| 2014 | Mistrzostwa Europy                      | Zurych    | eliminacje | 1:49,69 |
| 2015 | Halowe mistrzostwa Europy               | Praga     | 3. miejsce | 1:47,25 |
| 2015 | I liga drużynowych mistrzostw Europy    | Heraklion | 3. miejsce | 1:48,90 |
| 2015 | Mistrzostwa świata                      | Pekin     | półfinał   | 1:47,74 |
| 2016 | Mistrzostwa Europy                      | Amsterdam | 6. miejsce | 1:46,67 |
| 2017 | Halowe mistrzostwa Europy               | Belgrad   | 5. miejsce | 1:50,47 |
| 2017 | Superliga drużynowych mistrzostw Europy | Lille     | 1. miejsce | 1:47,18 |
| 2019 | Halowe mistrzostwa Europy               | Glasgow   | eliminacje | 1:48,72 |